# Marian Kotleba (basket-ball)
Pour les articles homonymes, voir Marian Kotleba.
Marian Kotleba, né le 2 janvier 1952, à Bratislava, en Tchécoslovaquie, est un ancien joueur tchécoslovaque de basket-ball.

## Palmarès
- Champion de Tchécoslovaquie 1979, 1980